# Premi Luca de Tena
El Premi Lucca de Tena és atorgat pel diari espanyol ABC a les trajectòries periodístiques excel·lents en la defensa dels valors del diari. El premi porta el nom de la família Luca de Tena, fundadora del diari ABC.

## Guardonats
Amb el Premi Luca de Tena han estat guardonats des de 1929:
| - Juan Manuel Mata - Leandro Blanco - Alfredo Carmona - Ramiro de Maeztu - Fermín Mugueta - Francisco Casares - Pedro Mourlane Michelena - Pedro Massa - Eugenio Vegas Latapié - Luis de Galinsoga - José Losada de la Torre - Alfredo Marquerie - Luis Moure Mariño - Josefina de la Maza - José Antonio Pérez Torreblanca - Agustín del Río Cisneros - Juan Bautista Acevedo - Francisco Sánchez-Ocaña - Miguel Pérez Ferrero - Luis Calvo - Nicolás González Ruiz - José Montero Alonso - Luis Pérez Cutoli - Josefina Carabias - Gonzalo Fernández de la Mora - Luis de Armiñán - Manuel Sánchez del Arco - Víctor de la Serna | - José Luis Vázquez-Dodero - Pedro de Lorenzo - Victoriano Fernández Asís - Julio Trenas - Luis María Ansón - Carlos Luis Álvarez "Cándido" - Emilio Romero Gómez - Salvador López de la Torre - Salvador Jiménez - Manuel Alcántara - Florentino Pérez Embid - Lorenzo López Sancho - Lluís Permanyer - Diego Jalón Holgado - José María Ruiz Gallardón - José Javaloyes Berenguer - José Pedro Crespo - Ricardo de la Cierva - Luis Prados de la Plaza - José Luis Martín Descalzo - Joaquín L. Ortega Martín - Andrés Travesí Sanz - Jaime Campmany - Enrique de Aguinaga - Nicolás de Jesús Salas - Miguel Ángel Velasco Puente - Eugenio Suárez Gómez - Darío Valcárcel - Alfonso Vignau Miró | - Gaspar Ariño Ortiz - Francisco Pérez Caramés - Pablo Sebastián - Miguel García-Posada - Vicente Zabala - Bernardino M. Hernando - Luis Ignacio Parada - Blanca Berasátegui - José Jiménez Lozano - José Luis Gutiérrez - Faustino F. Álvarez - Joan Tàpia - José Antonio Zarzalejos - Ignacio Sánchez Cámara - Antonio Franco - Indro Montanelli - Jean d'Ormesson (2001) - Antonio Mingote (2002) - Alejandro Junco de la Vega (2003) - José António Saraiva (2004) - Oriana Fallaci (2005) - Santiago Castelo (2006) - Felipe López Caballero (2007) - Eduardo Sánchez Junco (2008) - Manu Leguineche (2009) - Charles Moore (2010) - Claudio Magris (2011) - Antonio Burgos Belinchón |